# The Dudesons
The Dudesons (fiń. Duudsonit, pol. Koleżkowcy) – program rozrywkowy emitowany m.in. w polskiej stacji Extreme Sports Channel. Przedstawione są w nim kaskaderskie sztuczki fińskiej grupy przyjaciół. Mieszkają oni na swoim ranczu w Seinäjoki w zachodniej Finlandii. Pierwsze odcinki zaczęli nagrywać w 2000 roku.
Ich grupa składa się z 4 młodych mężczyzn znających się od dzieciństwa – Jukka Hilden (ur. 1980), Jarno „Jarppi”/„Jarno2” Leppälä (ur. 1979), Hannu-Pekka „HP” Parviainen (ur. 1981) oraz Jarno „Jarno1” Laasala (ur. 1979). Laasala kupił kamerę w 1993 roku i nagrywał na niej triki na snowboardzie, downhill itp. W 1999 roku rozpoczął naukę na Uniwersytecie w Helsinkach. Spędził tam pół roku, następnie rozpoczął pracę w MoonTV jako operator kamery. Wtedy właśnie wpadł na pomysł żeby stworzyć swój własny program telewizyjny – powstali Dudesonsi, czyli Koleżkowcy. Grupa sama sfinansowała odcinek pilotażowy.
Piątym członkiem The Dudesons jest świnia o imieniu Britney (pierwotnie nazwana Satan, ale doszli do wniosku, że to samica, więc zmienili imię na Britney, później się dowiedzieli że to jednak samiec), która od 2004 roku pozostaje ważną postacią serialu.
Od 2003 roku zaczęli kręcić swój program po angielsku, by znaleźć widownię poza granicami Finlandii. Wersja angielska zadebiutowała rok później w Australii. Do września 2007 ich program został pokazany w 22 krajach. W ten sposób serial „The Dudesons” stał się najbardziej rozpowszechnionym fińskim programem w historii.
Grupa przyjaźni się z Bamem Margerą i Steve-O. Wystąpili gościnnie w pokazywanym przez MTV programie Margery Viva la Bam. Zagrali również małe role w jego filmach: „Minghags” i „Where the Fuck Is Santa?”
Bam Margera i Steve-O również pojawili się w odcinkach The Dudesons.